# بات كونوتون
بات كونوتون (بالإنجليزية: Pat Connaughton)‏ مواليد 6 يناير 1993 في ماساتشوستس، هو لاعب كرة سلة أمريكي. بدأ مسيرته الاحترافية في سنة 2015. تم اختياره من قبل فريق بروكلين نتس خلال الدرافت. يلعب مع بورتلاند ترايل بلايزرز في الرابطة الوطنية لكرة السلة. يحمل الرقم 5. يبلغ طوله 6 قدم 5 بوصة (2.0 م).

## إحصائيات المسيرة

### الموسم الاعتيادي
| السنة   | الفريق                 | لعب | بدأ | دقيقة | ميداني% | ثلاثية | حرة   | ارتداد | صنع | استلاب | تصدي | نقطة |
| ------- | ---------------------- | --- | --- | ----- | ------- | ------ | ----- | ------ | --- | ------ | ---- | ---- |
| 2015–16 | بورتلاند ترايل بلايزرز | 34  | 0   | 4.2   | .265    | .238   | 1.000 | .9     | .3  | .1     | .0   | 1.1  |
| 2016–17 | بورتلاند ترايل بلايزرز | 39  | 1   | 8.1   | .514    | .515   | .778  | 1.3    | .7  | .2     | .1   | 2.5  |
| المسيرة | المسيرة                | 73  | 1   | 6.3   | .413    | .407   | .857  | 1.2    | .5  | .1     | .0   | 1.8  |

### الأدوار الإقصائية
| السنة   | الفريق                 | لعب | بدأ | دقيقة | ميداني% | ثلاثية | حرة  | ارتداد | صنع | استلاب | تصدي | نقطة |
| ------- | ---------------------- | --- | --- | ----- | ------- | ------ | ---- | ------ | --- | ------ | ---- | ---- |
| 2016    | بورتلاند ترايل بلايزرز | 6   | 0   | 1.3   | .600    | .667   | .000 | .2     | .0  | .0     | .0   | 1.3  |
| 2017    | بورتلاند ترايل بلايزرز | 3   | 0   | 8.0   | .222    | .000   | 1.00 | 2.3    | 1.3 | .0     | .0   | 2.3  |
| المسيرة | المسيرة                | 9   | 0   | 3.6   | .357    | .222   | 1.00 | .9     | .4  | .0     | .0   | 1.7  |

## روابط خارجية
- بات كونوتون على موقع دوري كرة القاعدة الرئيسي (الإنجليزية)
- بات كونوتون على موقعبيزبول رفرنس.كوم (الدوري الثانوي) (الإنجليزية)
- بات كونوتون على موقع إن بي أي (الإنجليزية)
- بات كونوتون على موقع سبورتس رفرنس (الإنجليزية)
- بات كونوتون على موقع كرة السلة الأوروبية.كوم (الإنجليزية)
- بات كونوتون على موقع إي إس بي إن.كوم (الإنجليزية)
- بات كونوتون على موقع كلية كرة السلة في سبورتس رفرنس.كوم (الإنجليزية)
- بات كونوتون على موقع ريلجم (الإنجليزية)